# Unió Esportiva Vic
La Unió Esportiva Vic és el club de futbol més important de la ciutat de Vic. Actualment milita a la Tercera Federació.

## Història

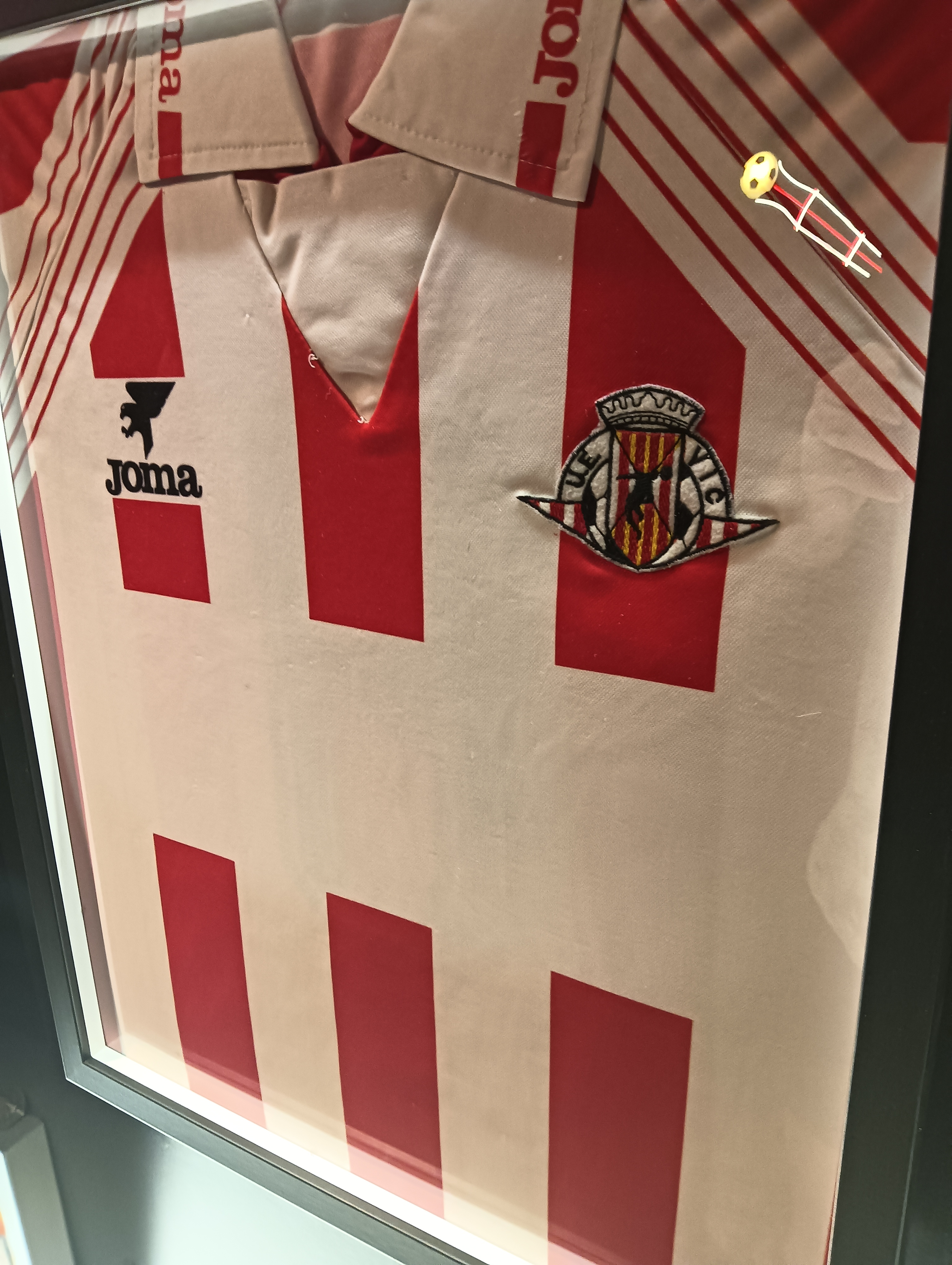
Samareta UE Vic.

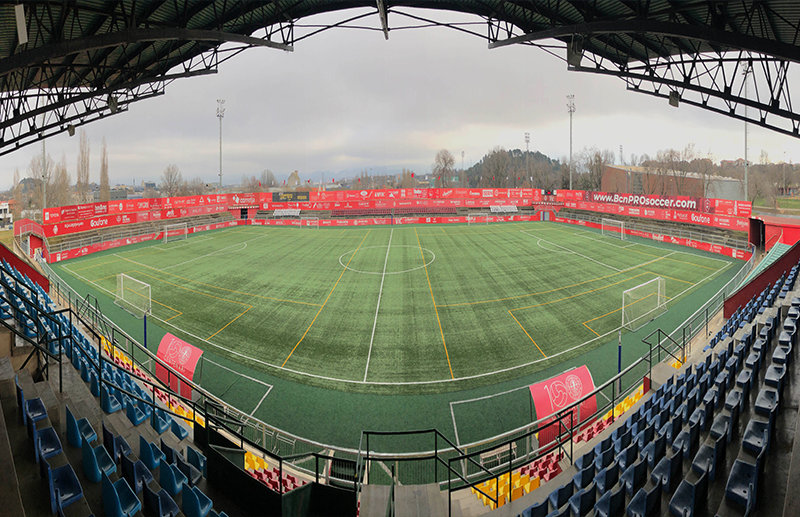
Estadi UE Vic.

El futbol va arribar a la ciutat de Vic l'any 1913 amb la fundació de l'Esbarjo Marià Ausà. Anys més tard, el 18 d'octubre del 1922, es va fundar el Vic Football Club a partir d'una escissió del Marià Ausà. El Vic FC fou el primer guanyador de la nova etapa del Campionat de Catalunya de Segona Categoria. La Unió Esportiva Vic va crear-se l'any 1943 amb la fusió d'amdós clubs: l'Esbarjo Marià Ausà i el Vic Football Club, adoptant els colors i la identitat del segon, fet pel qual la data oficial de fundació de l'actual equip data del 1922.
Al final de la temporada 2009-2010 es va fusionar amb la UE Aiguafreda i va aconseguir pujar a Primera Divisió Catalana, aprofitant la seva plaça. L'any 2011, l'equip va aconseguir de nou l'ascens a Tercera Divisió, categoria que va mantenir fins a l'any 2013. Des de l'any 2023 el club milita a la Lliga Elit, categoria fundada aquell mateix any i on els vigatans van aconseguir l'ascens després de quedar tercers a Primera Catalana la temporada 2022-23.
A l'abril del 2015, el club va decidir gestionar el seu propi planter de futbol base i va crear la Fundació Unió Esportiva de Vic desvinculant-se així del Vic Riuprimer REFO, equip amb qui el gestionava fins al moment. Tot i que d'entrada els dos clubs treballarien per separat, finalment al juny del mateix any la Fundació i la UE Vic van arribar a un acord per treballar com un sol club. Tres anys després, el juliol del 2018 -després que la junta directiva de la UE Vic renunciés- el patronat de la Fundació UE Vic s'incorporava a la nova junta de la UE Vic i es feia càrrec tant del primer equip com de l'entitat.
Han estat entrenadors del Vic homes de futbol comarcal com Frederic Riera, Francesc (Quiquet) Ribas, Joan Toll, Jaume Anglada, Joan Roma, Jaume Puigvinyeta i Josep Colomer, i els exjugadors de primera divisió Joan Segarra i Pepito Ramos.

## Estadi Hipòlit Planàs
L'estadi Municipal de Vic s'inaugurà l'any 1986, amb la presència dels dos equips catalans de Primera Divisió, FC Barcelona i RCD Espanyol.
És un camp de gespa artificial amb una capacitat per 4.000 persones. Conté una tribuna coberta amb una cabina de premsa, a més d'un servei de bar a l'entrada del recinte. Al seu voltant estan ubicats dos camps de futbol de sorra i un de gespa artificial. En aquest estadi no només entrena i juga els seus partits el primer equip, la UE Vic, sinó que també ho fan els equips del futbol base de la Fundació UE Vic. A més, també hi entrenen els conjunts juvenils, cadets, infantils i benjamins del Vic Riuprimer REFO.
Els actes d'inauguració del camp es van celebrar entre el 18 i el 25 de març de 1986 amb els partits entre Veterans del FC Barcelona i la UE Vic, entre l'equip titular del RCD Espanyol i la UE Vic i entre el primer equip del FC Barcelona i la UE Vic. L'equip del RCD Espanyol l'integraven els jugadors: Durán, Job, Golobart, Zúñiga, Iñaki, Gallart, García Pitarch, John Lauridsen, Michel Pineda, Orejuela i Miquel Soler. Pel FC Barcelona van jugar Fradera, Sánchez, Bernd Schuster, Albesa, Manolo, Amador, Pichi Alonso, Pedraza, Urbano, Clos i Marcos Alonso.
El darrer partit jugat al camp municipal del carrer Gallissà, va ser a la categoria Regional Preferent i la UE Vic va jugar contra el Canovelles, el dia 9 de març de 1986. El resultat final va ser d'empat a un gol. La inauguració de la gespa en aquest camp del carrer Gallissà es va fer el dia 25 de setembre de 1955 en un partit entre els primers equips de la UE Vic i el CD Júpiter. A la festa major de la ciutat de Vic, el dia 5 de juliol de 1961 es va inaugurar la llum artificial del camp del carrer Gallissà.
En el Ple Municipal de l'Ajuntament de Vic celebrat el 20 de desembre de 2021 s'aprovà per unanimitat canviar el nom de l'estadi per Estadi Hipòlit Planàs en homenatge a l'històric president de l'entitat que va promoure la construcció de l'estadi i amb motiu de la celebració del centenari del club.

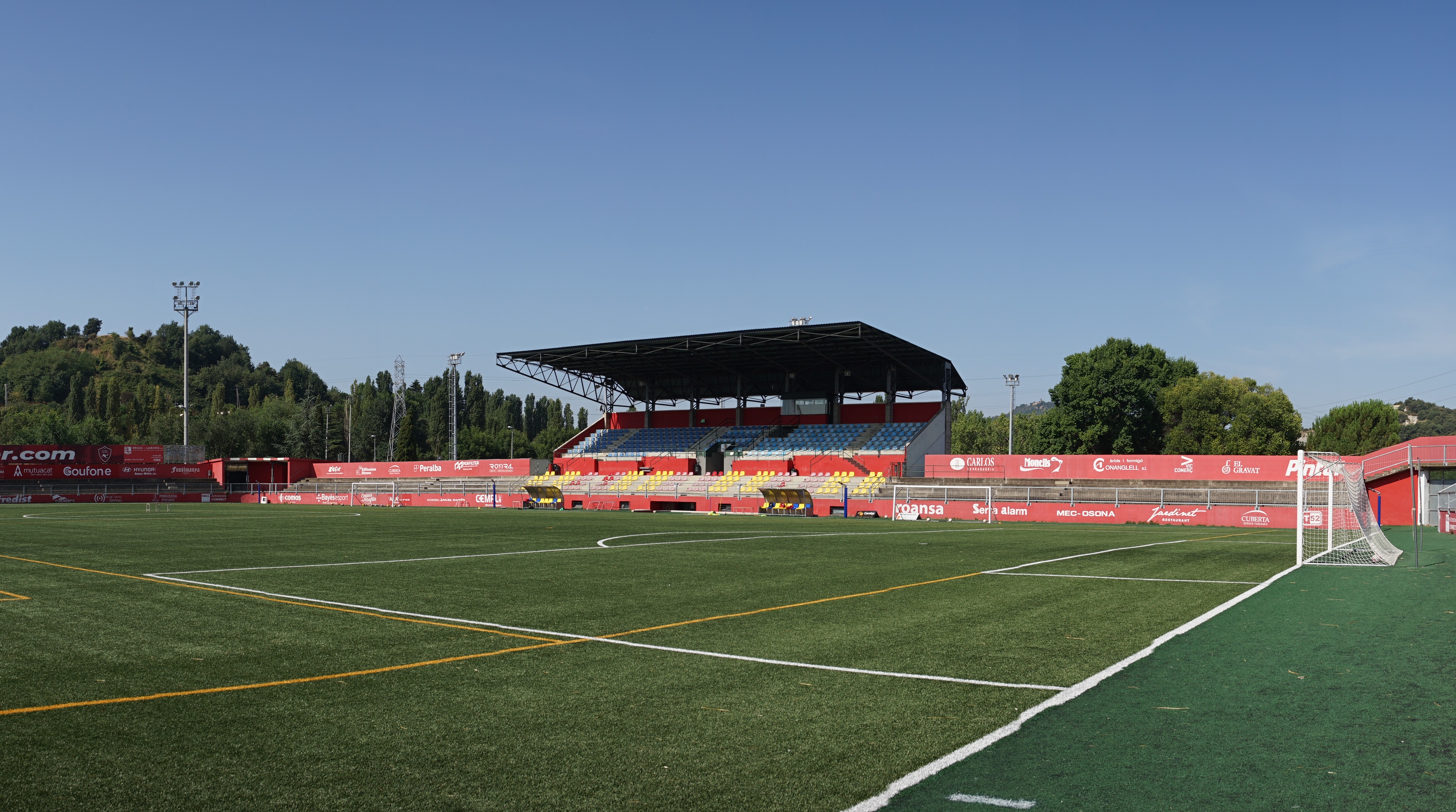
Estadi Hipòlit Planàs, situat a la ciutat de Vic, on hi disputa els partits de futbol l'UE Vic.

## Rivalitat
El màxim rival de l'UE Vic és l'AEC Manlleu i el partit que formen quan els dos equips juguen s'anomena Derbi d'Osona. Els dos conjunts s'han trobat en diverses ocasions a Tercera Divisió i Primera Catalana. L'últim precedent del Derbi a Tercera Divisió és de l'any 2012-13, quan el 5 de novembre de 2012 es va disputar el partit d'anada a l'Estadi del Vic que va acabar amb empat a 0 davant d'uns 1.200 aficionats. El partit de tornada, disputat a Manlleu el 24 de març de 2013, també va acabar amb empat, en aquest cas 2-2. En aquest partit hi va haver incidents remarcables com ara una aturada de vint minuts després que el vigatà Ramon Carrascal rebés un impacte d'una beguda llançada des de la zona dels Àngels Caiguts, grups d'aficionats afins al Manlleu. El partit va poder seguir un cop els Mossos d'Esquadra van arribar al camp de futbol. El partit va seguir molt calent i va acabar amb tres expulsions.
Fora de l'àmbit esportiu, al maig de 2012 es va viure l'Estadi Hipòlit Planàs un accidentat derbi on al minut 56, després de marcar un gol, els jugadors manlleuencs es van acostar als aficionats que es van recolzar a la tanca i va acabar cedint pel pes de la gent. Prop d'un centenar de seguidors visitants van caure al camp i es va causar dos ferits per traumatismes i fractures. Després de mitja hora, en la qual els serveis d'emergència i la policia van controlar la situació, es va reprendre el partit, que va acabar 0-4 i va permetre al Manlleu disputar el Play-off d'ascens a segona divisió.

## Temporades
Fins a la temporada 2025-2026 el club ha militat 26 vegades a Tercera Divisió, 2 a la Lliga Elit i 19 a Primera Catalana.
| - 1940-1941: 3a Divisió - 4t - 1953-1954: 3a Divisió - 15è - 1954-1955: 3a Divisió - 4t - 1955-1956: 3a Divisió - 8è - 1956-1957: 3a Divisió - 13è - 1957-1958: 3a Divisió - 16è - 1958-1959: 3a Divisió - 16è - 1959-1960: 3a Divisió - 10è - 1960-1961: 3a Divisió - 16è - 1962-1963: 3a Divisió - 10è - 1963-1964: 3a Divisió - 17è - 1964-1965: 3a Divisió - 13è - 1965-1966: 3a Divisió - 13è - 1966-1967: 3a Divisió - 20è - 1977-1978: 3a Divisió - 20è - 1981-1982: 3a Divisió - 10è - 1982-1983: 3a Divisió - 13è - 1983-1984: 3a Divisió - 20è | - 1986-1987: 3a Divisió - 17è - 1987-1988: 3a Divisió - 13è - 1988-1989: 3a Divisió - 21è - 1993-1994: Primera Catalana - 12è - 1994-1995: Primera Catalana - 7è - 1995-1996: Primera Catalana - 15è - 1996-1997: Primera Catalana - 12è - 1997-1998: Primera Catalana - 3r - 1998-1999: 3a Divisió - 16è - 1999-2000: 3a Divisió - 20è - 2000-2001: Primera Catalana - 12è - 2001-2002: Primera Catalana - 12è - 2002-2003: Primera Catalana - 20è - 2010-2011: Primera Catalana - 2n - 2011-2012: 3a Divisió - 14è - 2012-2013: 3a Divisió - 19è - 2013-2014: Primera Catalana - 4t - 2014-2015: Primera Catalana - 12è | - 2015-2016: Primera Catalana - 7è - 2016-2017: Primera Catalana - 8è - 2017-2018: Primera Catalana - 4t - 2018-2019: Primera Catalana - 7è - 2019-2020: Primera Catalana - 5è - 2020-2021: Primera Catalana - 3r - 2021-2022: Primera Catalana - 7è - 2022-2023: Primera Catalana - 3r - 2023-2024: Lliga Elit - 3r - 2024-2025: Lliga Elit - 1r - 2025-2026: 3a RFEF - Actual |

## Lideratge de l'equip i del club

### Presidents[4]
| - Josep Pujols i Vergés (1922, 1927-1928, 1931-1932, 1935-1937, 1941) - Ramon Camps (1923-1925) - Antoni Ferrer (1925-1926, 1929-1930) - Francesc Canal (1928-1930) - Antoni Màrquez (1930-1931) - Miquel Prat (1931-1932) - Marià Buixó (1932-1933) - Josep Aguilar (1932-1934) - Miquel Vila (1934-1936) - Manel Comella (1937) - Comissió Gestora (1937-1940) - Maurici Izern (1942-1943, 1949-1950) - Joan Vilar (1943-1945) - Xavier Anfruns (1945-1946) - Josep Fiter (1946-1947) - Esteve Sabatés (1947-1949, 1950-1952) - Joan Riubrugent (1952-1954) - Amado Colomer (1954-1956) | - Francesc Casabosch (1856-1958) - Jordi Sala (1958-1960) - Miquel Pujol (1960-1963) - Antoni Vila (1963-1965) - Antoni Maria Sadurní (1965-1968) - Josep Antoni Navarro (1968-1971) - Hipòlit Planàs (1971-1979) - Antoni Macià (1979-1980) - Jordi Casals (1980-1983) - Josep Pladevall (1984-1990) - Josep Maria Colldelram (1990-1991) - Ricard Rovira (1991-1993) - Josep Maria Vall (1994-1995) - Josep Colomer (1995-1998) - Josep Joan Pérez Castanedo (1998-2000) - Jacint Codina (2011-2018) - Ignasi Puig (2018-Actual) |

### Entrenadors[4]
| - Francesc Poveda (1923-1924, 1932-1934) - Vilalta (1934-1935) - Rafael Gonzàlez (1935-1937) - Josep Basolí (1941-1942) - Gràcia (1943-1944) - Alfons Losada (1945-1946) - Francisco Gómez (1946-1947) - Lluís Torres (1947-1948) - Joan Toll (1948-1949, 1950-1951, 1951-1952, 1953-1954, 1963-1966, 1967-1968) - Ibarra (1948-1950) - Francesc Ordeig (1952-1953, 1955-1956, 1963-1964) - Banús (1953-1954) - Cruz (1954-1955) - Benavent (1956-1958) - Josep Griera (1958-1959) - Benjamín Telechea (1959-1960) - Josep Valero (1959-1960) - Francesc Ribas (1960-1963, 1966-1967) - Patrici Caicedo (1960-1961) - Pere Soler (1961-1963) - Joan Collado (1968-1969) - Miralles (1969-1970, 1972-1974) - Frederic Riera (1970-1971, 1982-1983) - Elizondo (1971-1972) - Joan Segarra (1974-1975) | - Joan Escoda (1975-1978) - Jaume Englada (1977-1981, 1985-1987, 1990-1991) - Joan Roma (1981-1982, 1983-1984, 1991-1992, 1993-1994) - Jaume Puig-Vinyeta (1982-1983, 1983-1984) - Arcadi Prat (1984-1985) - Joan Salvans (1984-1985) - Ángel Catalan (1985-1986) - Martínez Bonachera (1986-1987) - Isidre Gil (1986-1987) - Joan Riera (1987-1988) - Pepe Pinto (1987-1988) - Jesús López Cirauqui (1988-1989) - Pere Bonell (1988 / 1991) - Xevi Dalmau (1991-1992) - Caqui Pérez (1992-1993) - Juanma Pérez (1995-1999) - Josep Colomer (1999-2000) - Jordi Canals (1999-2000) - Pere Vila (2010-2013) - Dani Juvany (2013-2014) - Jordi Salvanyà (2014-2016) - Rafa Rodríguez (2016-2018) - Albert Cámara (2015-2016, 2018-2022) - Ramon Carrascal (2022-Actual) |

## Plantilla

### Plantilla 2024-2025
| N. | Pos. | Nac. | Jugador            |
| -- | ---- | --- | ------------------ |
| 1  | POR  | [[Fitxer:Flag of Catalonia.svg\|23x15px\|border \|alt=Catalunya\|link=Selecció de futbol de Catalunya\|{{#if:\|]] | Agustin Mora       |
| 13 | POR  | [[Fitxer:Flag of Catalonia.svg\|23x15px\|border \|alt=Catalunya\|link=Selecció de futbol de Catalunya\|{{#if:\|]] | Jordi Portet       |
| 2  | DEF  | [[Fitxer:Flag of Catalonia.svg\|23x15px\|border \|alt=Catalunya\|link=Selecció de futbol de Catalunya\|{{#if:\|]] | David Busquets 1r. |
| 3  | DEF  | [[Fitxer:Flag of Catalonia.svg\|23x15px\|border \|alt=Catalunya\|link=Selecció de futbol de Catalunya\|{{#if:\|]] | Ot Bofill          |
| 4  | DEF  | [[Fitxer:Flag of Catalonia.svg\|23x15px\|border \|alt=Catalunya\|link=Selecció de futbol de Catalunya\|{{#if:\|]] | Gil Bertrana 2n.   |
| 5  | DEF  | [[Fitxer:Flag of Catalonia.svg\|23x15px\|border \|alt=Catalunya\|link=Selecció de futbol de Catalunya\|{{#if:\|]] | Joan Castanyer     |
| 15 | DEF  | [[Fitxer:Flag of Catalonia.svg\|23x15px\|border \|alt=Catalunya\|link=Selecció de futbol de Catalunya\|{{#if:\|]] | Edgar Banús        |
| 16 | DEF  | [[Fitxer:Flag of Catalonia.svg\|23x15px\|border \|alt=Catalunya\|link=Selecció de futbol de Catalunya\|{{#if:\|]] | Sete Señé          |
| 17 | DEF  | [[Fitxer:Flag of Catalonia.svg\|23x15px\|border \|alt=Catalunya\|link=Selecció de futbol de Catalunya\|{{#if:\|]] | Roger Cunill       |
| 19 | DEF  | [[Fitxer:Flag of Catalonia.svg\|23x15px\|border \|alt=Catalunya\|link=Selecció de futbol de Catalunya\|{{#if:\|]] | Marc Domènech      |
| 21 | DEF  | [[Fitxer:Flag of Catalonia.svg\|23x15px\|border \|alt=Catalunya\|link=Selecció de futbol de Catalunya\|{{#if:\|]] | Nil Pradas         |
| 6  | MIG  | [[Fitxer:Flag of Catalonia.svg\|23x15px\|border \|alt=Catalunya\|link=Selecció de futbol de Catalunya\|{{#if:\|]] | Martí Riera        |

| N. | Pos. | Nac. | Jugador                       |
| -- | ---- | --- | ----------------------------- |
| 8  | MIG  | [[Fitxer:Flag of Catalonia.svg\|23x15px\|border \|alt=Catalunya\|link=Selecció de futbol de Catalunya\|{{#if:\|]] | Juli Berenguer 4t.            |
| 10 | MIG  | [[Fitxer:Flag of Catalonia.svg\|23x15px\|border \|alt=Catalunya\|link=Selecció de futbol de Catalunya\|{{#if:\|]] | Pius Quer                     |
| 14 | MIG  | [[Fitxer:Flag of Catalonia.svg\|23x15px\|border \|alt=Catalunya\|link=Selecció de futbol de Catalunya\|{{#if:\|]] | Marc Colomer                  |
| 18 | MIG  | [[Fitxer:Flag of Catalonia.svg\|23x15px\|border \|alt=Catalunya\|link=Selecció de futbol de Catalunya\|{{#if:\|]] | Izan Pérez                    |
| 20 | MIG  | [[Fitxer:Flag of Uruguay.svg\|23x15px\|border \|alt=Uruguai\|link=Selecció de futbol de l'Uruguai\|{{#if:\|]]     | Jonathan Iglesias             |
| 22 | MIG  | [[Fitxer:Flag of Catalonia.svg\|23x15px\|border \|alt=Catalunya\|link=Selecció de futbol de Catalunya\|{{#if:\|]] | Marcel Bellido                |
| 24 | MIG  | [[Fitxer:Flag of Catalonia.svg\|23x15px\|border \|alt=Catalunya\|link=Selecció de futbol de Catalunya\|{{#if:\|]] | Marc Cuello                   |
| 7  | DAV  | [[Fitxer:Flag of Catalonia.svg\|23x15px\|border \|alt=Catalunya\|link=Selecció de futbol de Catalunya\|{{#if:\|]] | Ignasi Armengou 3r.           |
| 9  | DAV  | [[Fitxer:Flag of Catalonia.svg\|23x15px\|border \|alt=Catalunya\|link=Selecció de futbol de Catalunya\|{{#if:\|]] | Ignasi Quer                   |
| 11 | DAV  | [[Fitxer:Flag of Catalonia.svg\|23x15px\|border \|alt=Catalunya\|link=Selecció de futbol de Catalunya\|{{#if:\|]] | Dídac Serra                   |
| 12 | DAV  | [[Fitxer:Flag of England.svg\|23x15px\|border \|alt=Anglaterra\|link=Selecció de futbol d'Anglaterra\|{{#if:\|]]  | Marcel Jermaine Izuchi Howard |
| 23 | DAV  | [[Fitxer:Flag of Catalonia.svg\|23x15px\|border \|alt=Catalunya\|link=Selecció de futbol de Catalunya\|{{#if:\|]] | Arnau Prat                    |

El defensa Ramon Carrascal -retirat la temporada 2017-18- és el jugador que ha vestit més vegades la samarreta vigatana: 403 partits oficials i un total de 15 temporades amb el primer equip. La temporada 2022-23 es converteix en entrenador del primer equip.

### Cos tècnic
- Entrenador:  Ramon Carrascal
- Entrenador adjunt:  Òscar Almendros  Adrià Calveras
- Analista tècnic:  Miquel Arumí
- Preparador físic:  Roger Vallès
- Entrenador de porters:  Jordi Portet
- Fisioterapeuta:  Carles Enrich
- Delegat:  Carles Mas

## Femení
A partir de la temporada 2021-22, el club recupera el futbol femení amb la creació de dos equips sèniors. Ambdós equips participaven, durant la temporada 2021-22, en la Segona Divisió de Futbol Femení de la Federació Catalana de Futbol. L'equip "A", després d'aconseguir un ple de victòries a la seva primera temporada, es proclamava campió del seu grup quan encara restaven cinc jornades per al desenllaç. Aquesta victòria suposava l'ascens a Primera Divisió Catalana, categoria on resideix des de la 2022-23. L'amateur 'B' continua competint a la Segona Divisió catalana.